# Districtul Newtownabbey
Newtownabbey (irlandeză Baile Nua na Mainistreach) este un distrcit în Irlanda de Nord. Din punct de vedere administrativ, Newtownabbey este un district al Irlandei de Nord.